# بوصير أمانوسي
البوصير الأمانوسي (باللاتينية: Verbascum amanum) نوع نباتي يتبع جنس البوصير من الفصيلة الغدبية.

## الموئل والانتشار
موطنه بلاد الشام وتركيا.